# Mjøndalen Idrettsforening 2016
Questa voce raccoglie le informazioni riguardanti il Mjøndalen Idrettsforening nelle competizioni ufficiali della stagione 2016.

## Stagione
Il Mjøndalen è tornato in 1. divisjon a seguito della retrocessione del campionato 2015. L'allenatore Vegard Hansen è stato comunque confermato. Il 16 dicembre 2015 sono stati compilati i calendari in vista della nuova stagione, con il Mjøndalen che avrebbe disputato la 1ª giornata nel weekend del 3 aprile ospitando il Kristiansund.
Il 1º aprile è stato sorteggiato il primo turno del Norgesmesterskapet 2016: il Mjøndalen avrebbe così fatto visita all'Holmen. Al secondo turno, la squadra è stata sorteggiata contro l'Asker. In questa sfida, il Mjøndalen è stato sconfitto per 4-3 ai tiri di rigore, dopo il 2-2 arrivato al termine dei tempi supplementari.
La squadra ha chiuso la stagione al 6º posto, posizionamento valido per affrontare le qualificazioni all'Eliteserien, dove è stata sconfitta al primo turno dal Jerv.

## Maglie e sponsor
Lo sponsor tecnico per la stagione 2016 è stato Umbro, mentre lo sponsor ufficiale è stato Sparebanken Øst. La divisa casalinga era composta da una maglia marrone con rifiniture bianche, con pantaloncini e calzettoni bianchi. Quella da trasferta era totalmente di colore bianco, con inserti marroni.
| Casa | Trasferta |

## Rosa
| N. |                           | Ruolo | Calciatore                 |
| -- | ------------------------- | ----- | -------------------------- |
| 1  | Iran (bandiera)           | P     | Sosha Makani               |
| 1  | Norvegia (bandiera)       | P     | Ivar Forn                  |
| 2  | Norvegia (bandiera)       | D     | Ulrik Arneberg             |
| 3  | Norvegia (bandiera)       | D     | Joackim Olsen Solberg      |
| 4  | Norvegia (bandiera)       | D     | William Sælid Sell         |
| 5  | Norvegia (bandiera)       | C     | Karanveer Grewal           |
| 6  | Norvegia (bandiera)       | C     | Michael Stilson            |
| 7  | Norvegia (bandiera)       | A     | Amahl Pellegrino           |
| 8  | Nigeria (bandiera)        | A     | Kingsley Olie              |
| 9  | Norvegia (bandiera)       | A     | Mads André Hansen          |
| 10 | Norvegia (bandiera)       | A     | Erik Midtgarden            |
| 11 | Norvegia (bandiera)       | C     | Christian Gauseth          |
| 12 | Norvegia (bandiera)       | P     | Kristoffer Bjørløw Solberg |
| 14 | Costa d'Avorio (bandiera) | A     | Vamouti Diomande           |
| 15 | Norvegia (bandiera)       | C     | Mathias Fredriksen         |

| N. |                      | Ruolo | Calciatore            |
| -- | -------------------- | ----- | --------------------- |
| 16 | Norvegia (bandiera)  | C     | Mads Gundersen        |
| 17 | Norvegia (bandiera)  | C     | Sebastian Hansen      |
| 18 | Norvegia (bandiera)  | A     | Andreas Hellum        |
| 19 | Norvegia (bandiera)  | C     | Jonathan Lindseth     |
| 20 | Senegal (bandiera)   | A     | Ousseynou Boye        |
| 21 | Norvegia (bandiera)  | A     | Magnus Sylling Olsen  |
| 22 | Norvegia (bandiera)  | D     | Morten Sundli         |
| 23 | Norvegia (bandiera)  | C     | Lars Fuhre            |
| 24 | Norvegia (bandiera)  | A     | Thomas Sørum          |
| 25 | Norvegia (bandiera)  | D     | Vetle Skaar Eriksen   |
| 26 | Norvegia (bandiera)  | A     | Andreas Bråtun        |
| 27 | Norvegia (bandiera)  | D     | Deniz Cilingiroglu    |
| 28 | Norvegia (bandiera)  | D     | Trym Bergan Solli     |
| 30 | Danimarca (bandiera) | P     | Marco Priis Jørgensen |

## Calciomercato

### Sessione invernale(dal 01/01 al 31/03)
| Arrivi           | Arrivi             | Arrivi      | Arrivi        |
| R.               | Nome               | da          | Modalità      |
| ---------------- | ------------------ | ----------- | ------------- |
| C                | Mathias Fredriksen | Odd         | definitivo    |
| C                | Lars Fuhre         | Hammarby    | definitivo    |
| C                | Jonathan Lindseth  |             | svincolato    |
| C                | Michael Stilson    | Ranheim     | fine prestito |
| A                | Kingsley Olie      |             | svincolato    |
| Altre operazioni |                    |             |               |
| R.               | Nome               | da          | Modalità      |
| A                | Tim André Nilsen   | Fredrikstad | fine prestito |

| Partenze | Partenze              | Partenze            | Partenze      |
| R.       | Nome                  | a                   | Modalità      |
| -------- | --------------------- | ------------------- | ------------- |
| D        | Rhett Bernstein       |                     | svincolato    |
| D        | Henrik Gulden         | Bochum              | fine prestito |
| D        | Martin Strange        |                     | svincolato    |
| C        | Craig Henderson       | Stabæk              | fine prestito |
| C        | Tokmac Nguen          | Strømsgodset        | fine prestito |
| C        | Stian Semb Aasmundsen |                     | svincolato    |
| A        | Erik Hurtado          | Vancouver Whitecaps | fine prestito |
| A        | Sanel Kapidžić        |                     | svincolato    |
| A        | Tim André Nilsen      | Ljungskile          | definitivo    |
| A        | Stian Rasch           |                     | svincolato    |

### Tra le due sessioni
| Arrivi | Arrivi | Arrivi | Arrivi   |
| R.     | Nome   | da     | Modalità |
| ------ | ------ | ------ | -------- |

| Partenze | Partenze  | Partenze | Partenze |
| R.       | Nome      | a        | Modalità |
| -------- | --------- | -------- | -------- |
| P        | Ivar Forn |          | ritiro   |

### Sessione estiva(dal 21/07 al 17/08)
| Arrivi | Arrivi       | Arrivi | Arrivi     |
| R.     | Nome         | da     | Modalità   |
| ------ | ------------ | ------ | ---------- |
| P      | Sosha Makani |        | svincolato |
| A      | Thomas Sørum |        | svincolato |

| Partenze | Partenze         | Partenze     | Partenze   |
| R.       | Nome             | a            | Modalità   |
| -------- | ---------------- | ------------ | ---------- |
| D        | Morten Sundli    | Sarpsborg 08 | definitivo |
| C        | Sebastian Hansen | Fram Larvik  | prestito   |
| A        | Andreas Hellum   | Asker        | prestito   |

## Risultati

### 1. divisjon

#### Girone di andata
| Arbitro: | Eskås (Oslo) |

|                                             |           |           |
| Pellegrino 74’ Hellum 76’ Olsen Solberg 81’ | Marcatori | 47’ Mendy |

| Arbitro: | Gjermshus (Oslo) |

|                                                    |           |  |
| Eriksen 2’, 87’ Engblom 14’, 38’ Sundli 90’ (aut.) | Marcatori |  |

| Arbitro: | Tennøy (Bergen) |

|               |           |               |
| Pellegrino 2’ | Marcatori | 19’ Melgalvis |

| Arbitro: | Smehus Kringstad (Oslo) |

|                       |           |  |
| Skartun 20’, 66’, 88’ | Marcatori |  |

| Arbitro: | Hagenes (Marikollen) |

|                             |           |                      |
| Lindseth 58’ Midtgarden 68’ | Marcatori | 31’ Stokke 90’ Hopen |

| Arbitro: | Hauge (Bergen) |

|                               |           |  |
| Normann Hansen 79’ Kovács 84’ | Marcatori |  |

| Arbitro: | Haugen (Rælingen) |

|                                                       |           |  |
| Gundersen 14’ Gauseth 45’ Pellegrino 53’ Lindseth 90’ | Marcatori |  |

| Arbitro: | Tennøy (Bergen) |

|                                                     |           |               |
| Langås 8’ Solberg 29’ Jørstad 42’, 90’ Krogstad 65’ | Marcatori | 22’ Gundersen |

| Arbitro: | Hagenes (Marikollen) |

|           |           |                |
| Antwi 32’ | Marcatori | 53’ Pellegrino |

| Arbitro: | Gjermshus (Oslo) |

|                |           |            |
| Pellegrino 51’ | Marcatori | 90’ Alonso |

| Arbitro: | Hauge (Bergen) |

|                        |           |                                 |
| Stene 39’ Tronseth 74’ | Marcatori | 4’ Olsen Solberg 61’ Midtgarden |

| Arbitro: | Haugen (Rælingen) |

|                              |           |  |
| Ueland 9’ (aut.) Gauseth 57’ | Marcatori |  |

| Arbitro: | Moen (Lillestrøm) |

|  |           |              |
|  | Marcatori | 74’ Arneberg |

| Arbitro: | Eskås (Oslo) |

|                                  |           |            |
| Olsen Solberg 13’ Fredriksen 79’ | Marcatori | 87’ Maykel |

| Arbitro: | Jonsson Trædal (Oslo) |

|                                              |           |  |
| Midtgarden 11’ Fredriksen 44’ Pellegrino 52’ | Marcatori |  |

#### Girone di ritorno
| Arbitro: | Moen (Lillestrøm) |

|                    |           |  |
| Senstad 70’ (rig.) | Marcatori |  |

| Arbitro: | Smehus Kringstad (Oslo) |

|             |           |               |
| Gauseth 71’ | Marcatori | 49’ Ogungbaro |

| Arbitro: | Hansen (Oslo) |

|  |           |                |
|  | Marcatori | 23’ Sælid Sell |

| Mjøndalen 7 agosto 2016, ore 18:00 19ª giornata | Mjøndalen                 | 0 – 0 referto | Ullensaker/Kisa | Isachsen Stadion (1.808 spett.)\| Arbitro: \| Smehus Kringstad (Bergen) \| |
| Arbitro:                                        | Smehus Kringstad (Bergen) |               |                 |                                                                            |

| Arbitro: | Smehus Kringstad (Oslo) |

|                   |           |                                             |
| Herrem 50’ (rig.) | Marcatori | 11’, 81’ Boye 21’ Sælid Sell 90’ Midtgarden |

| Arbitro: | Hobber Nilsen (Oslo) |

|               |           |                            |
| Sørum 1’, 52’ | Marcatori | 36’ Offenberg 60’ Kurtović |

| Arbitro: | Hauge (Bergen) |

|                       |           |           |
| Shroot 3’, 34’ (rig.) | Marcatori | 44’ Fuhre |

| Arbitro: | Lindgren |

|                                                    |           |  |
| Midtgarden 7’ Gauseth 49’ (rig.) Olsen Solberg 77’ | Marcatori |  |

| Strømmen 11 settembre 2016, ore 15:30 24ª giornata | Strømmen              | 0 – 0 referto | Mjøndalen | Strømmen Stadion (888 spett.)\| Arbitro: \| Jonsson Trædal (Oslo) \| |
| Arbitro:                                           | Jonsson Trædal (Oslo) |               |           |                                                                      |

| Arbitro: | Tennøy (Bergen) |

|                                                                              |           |                               |
| Sørum 18’, 24’ Gauseth 22’ (rig.) Lindseth 43’ Midtgarden 53’ Pellegrino 71’ | Marcatori | 87’ Hou Sæter 90’ Reginiussen |

| Arbitro: | Moen (Oslo) |

|  |           |                         |
|  | Marcatori | 45’ Stilson 61’ Stilson |

| Arbitro: | Smehus Kringstad (Oslo) |

|             |           |  |
| Gauseth 90’ | Marcatori |  |

| Arbitro: | Steen (Bergen) |

|                           |           |              |
| Güven 40’, 70’ Maykel 90’ | Marcatori | 87’ Lindseth |

| Arbitro: | Haugen (Rælingen) |

|                               |           |  |
| Pellegrino 45’ Midtgarden 54’ | Marcatori |  |

| Arbitro: | Hauge (Bergen) |

|                               |           |                            |
| Hopen 64’ (rig.) Nordberg 76’ | Marcatori | 8’ Midtgarden 83’ Lindseth |

#### Qualificazioni all'Eliteserien
| Arbitro: | Hagenes (Marikollen) |

|                           |           |                   |
| Haugstad 9’ Brochmann 60’ | Marcatori | 57’ Sylling Olsen |

### Norgesmesterskapet
| Holmen 14 aprile 2016, ore 18:00 Primo turno                                                   | Holmen    | 1 – 4 referto                        | Mjøndalen | Holmen Arena (450 spett.) |
| \| \| \| \| \| Bergman Hole 26’ (rig.) \| Marcatori \| 23’, 73’, 84’ Pellegrino 57’ Stilson \| |           |                                      |           |                           |
|                                                                                                |           |                                      |           |                           |
| Bergman Hole 26’ (rig.)                                                                        | Marcatori | 23’, 73’, 84’ Pellegrino 57’ Stilson |           |                           |

| Asker 27 aprile 2016, ore 18:00 Secondo turno | Asker                | 2 – 2 (d.t.s.) referto                     | Mjøndalen | Føyka Kunstgress (878 spett.) |
| \| \| \| \| \| Stray Molde 16’ Celina 93’ (rig.) \| Marcatori \| 42’ Boye 105’ Lindseth \| \| Stray Molde Celina Mauritz-Hansen Håskjold Harstad \| Tiri di rigore 4 – 3 \| Midtgarden Gauseth Lindseth Olie Gundersen \| |                      |                                            |           |                               |
| |                      |                                            |           |                               |
| Stray Molde 16’ Celina 93’ (rig.) | Marcatori            | 42’ Boye 105’ Lindseth                     |           |                               |
| Stray Molde Celina Mauritz-Hansen Håskjold Harstad | Tiri di rigore 4 – 3 | Midtgarden Gauseth Lindseth Olie Gundersen |           |                               |

## Statistiche

### Statistiche di squadra
| Competizione       | Punti | In casa | In casa | In casa | In casa | In casa | In casa | In trasferta | In trasferta | In trasferta | In trasferta | In trasferta | In trasferta | Totale | Totale | Totale | Totale | Totale | Totale | DR |
| Competizione       | Punti | G       | V       | N       | P       | Gf      | Gs      | G            | V            | N            | P            | Gf           | Gs           | G      | V      | N      | P      | Gf     | Gs     | DR |
| ------------------ | ----- | ------- | ------- | ------- | ------- | ------- | ------- | ------------ | ------------ | ------------ | ------------ | ------------ | ------------ | ------ | ------ | ------ | ------ | ------ | ------ | -- |
| 1. divisjon        | 0     | 0       | 0       | 0       | 0       | 0       | 0       | 0            | 0            | 0            | 0            | 0            | 0            | 0      | 0      | 0      | 0      | 0      | 0      | 0  |
| Norgesmesterskapet | -     | 0       | 0       | 0       | 0       | 0       | 0       | 0            | 0            | 0            | 0            | 0            | 0            | 0      | 0      | 0      | 0      | 0      | 0      | 0  |
| Totale             | -     | 0       | 0       | 0       | 0       | 0       | 0       | 0            | 0            | 0            | 0            | 0            | 0            | 0      | 0      | 0      | 0      | 0      | 0      | 0  |

### Andamento in campionato
| Giornata  | 1 | 2 | 3  | 4  | 5  | 6  | 7 | 8  | 9  | 10 | 11 | 12 | 13 | 14 | 15 | 16 | 17 | 18 | 19 | 20 | 21 | 22 | 23 | 24 | 25 | 26 | 27 | 28 | 29 | 30 |
| --------- | - | - | -- | -- | -- | -- | - | -- | -- | -- | -- | -- | -- | -- | -- | -- | -- | -- | -- | -- | -- | -- | -- | -- | -- | -- | -- | -- | -- | -- |
| Luogo     | C | T | C  | T  | C  | T  | C | T  | T  | C  | T  | C  | T  | C  | C  | T  | C  | T  | C  | T  | C  | T  | C  | T  | C  | T  | C  | T  | C  | T  |
| Risultato | V | P | N  | P  | N  | P  | V | P  | N  | N  | N  | V  | V  | V  | V  | P  | N  | V  | N  | V  | N  | P  | V  | N  | V  | V  | V  | P  | V  | N  |
| Posizione | 3 | 9 | 10 | 11 | 12 | 14 | 9 | 12 | 11 | 11 | 13 | 11 | 10 | 8  | 5  | 7  | 9  | 7  | 8  | 7  | 7  | 8  | 8  | 7  | 6  | 6  | 6  | 6  | 6  | 6  |

Fonte:  OBOS-ligaen 2016, su altomfotball.no, Altomfotball.
Legenda:

Luogo: C = Casa; T = Trasferta. Risultato: V = Vittoria; N = Pareggio; P = Sconfitta.

### Statistiche dei giocatori
| Giocatore          | 1. divisjon | 1. divisjon | 1. divisjon | 1. divisjon | Norgesmesterskapet | Norgesmesterskapet | Norgesmesterskapet | Norgesmesterskapet | Coppe europee | Coppe europee | Coppe europee | Coppe europee | Qual. all'Eliteserien | Qual. all'Eliteserien | Qual. all'Eliteserien | Qual. all'Eliteserien | Totale   | Totale | Totale      | Totale     |
| Giocatore          | Presenze    | Reti        | Ammonizioni | Espulsioni  | Presenze           | Reti               | Ammonizioni        | Espulsioni         | Presenze      | Reti          | Ammonizioni   | Espulsioni    | Presenze              | Reti                  | Ammonizioni           | Espulsioni            | Presenze | Reti   | Ammonizioni | Espulsioni |
| ------------------ | ----------- | ----------- | ----------- | ----------- | ------------------ | ------------------ | ------------------ | ------------------ | ------------- | ------------- | ------------- | ------------- | --------------------- | --------------------- | --------------------- | --------------------- | -------- | ------ | ----------- | ---------- |
| U. Arneberg        | 26          | 1           | 5           | 1           | 1                  | 0                  | 0                  | 0                  |               |               |               |               | 1                     | 0                     | 1                     | 0                     | 28       | 1      | 6           | 1          |
| T. Bergan Solli    | 1           | 0           | 0           | 0           | 1                  | 0                  | 0                  | 0                  |               |               |               |               | 0                     | 0                     | 0                     | 0                     | 2        | 0      | 0           | 0          |
| K. Bjørløw Solberg | 0           | -0          | 0           | 0           | 0                  | -0                 | 0                  | 0                  |               |               |               |               | 0                     | -0                    | 0                     | 0                     | 0        | 0      | 0           | 0          |
| O. Boye            | 18          | 2           | 1           | 0           | 2                  | 1                  | 0                  | 0                  |               |               |               |               | 0                     | 0                     | 0                     | 0                     | 20       | 3      | 1           | 0          |
| A. Bråtun          | 0           | 0           | 0           | 0           | 1                  | 0                  | 0                  | 0                  |               |               |               |               | 0                     | 0                     | 0                     | 0                     | 1        | 0      | 0           | 0          |
| D. Cilingiroglu    | 3           | 0           | 0           | 0           | 1                  | 0                  | 0                  | 0                  |               |               |               |               | 0                     | 0                     | 0                     | 0                     | 4        | 0      | 0           | 0          |
| V. Diomande        | 3           | 0           | 0           | 0           | 0                  | 0                  | 0                  | 0                  |               |               |               |               | 0                     | 0                     | 0                     | 0                     | 3        | 0      | 0           | 0          |
| I. Forn            | 0           | -0          | 0           | 0           | 2                  | -3                 | 0                  | 0                  |               |               |               |               | -                     | -                     | -                     | -                     | 2        | -3     | 0           | 0          |
| M. Fredriksen      | 24          | 2           | 1           | 1           | 1                  | 0                  | 0                  | 0                  |               |               |               |               | 0                     | 0                     | 0                     | 0                     | 25       | 2      | 1           | 1          |
| L. Fuhre           | 30          | 1           | 1           | 0           | 1                  | 0                  | 1                  | 0                  |               |               |               |               | 1                     | 0                     | 1                     | 0                     | 32       | 1      | 3           | 0          |
| C. Gauseth         | 26          | 6           | 1           | 0           | 1                  | 0                  | 0                  | 0                  |               |               |               |               | 1                     | 0                     | 0                     | 0                     | 28       | 6      | 1           | 0          |
| K. Grewal          | 5           | 0           | 1           | 0           | 0                  | 0                  | 0                  | 0                  |               |               |               |               | 0                     | 0                     | 0                     | 0                     | 5        | 0      | 1           | 0          |
| M. Gundersen       | 18          | 2           | 1           | 1           | 2                  | 0                  | 0                  | 0                  |               |               |               |               | 0                     | 0                     | 0                     | 0                     | 20       | 2      | 1           | 1          |
| M. Hansen          | 22          | 0           | 4           | 0           | 2                  | 0                  | 0                  | 0                  |               |               |               |               | 1                     | 0                     | 0                     | 0                     | 25       | 0      | 4           | 0          |
| S. Hansen          | 1           | 0           | 0           | 0           | 1                  | 0                  | 0                  | 0                  |               |               |               |               | -                     | -                     | -                     | -                     | 2        | 0      | 0           | 0          |
| A. Hellum          | 10          | 1           | 0           | 0           | 0                  | 0                  | 0                  | 0                  |               |               |               |               | -                     | -                     | -                     | -                     | 10       | 1      | 0           | 0          |
| J. Lindseth        | 29          | 6           | 4           | 0           | 1                  | 1                  | 0                  | 0                  |               |               |               |               | 1                     | 0                     | 0                     | 0                     | 31       | 7      | 4           | 0          |
| S. Makani          | 12          | -12         | 2           | 0           | -                  | -                  | -                  | -                  |               |               |               |               | 1                     | -2                    | 0                     | 0                     | 13       | -14    | 2           | 0          |
| E. Midtgarden      | 30          | 8           | 1           | 0           | 1                  | 0                  | 1                  | 0                  |               |               |               |               | 1                     | 0                     | 0                     | 0                     | 32       | 8      | 2           | 0          |
| K. Olie            | 10          | 0           | 0           | 0           | 2                  | 0                  | 0                  | 0                  |               |               |               |               | 0                     | 0                     | 0                     | 0                     | 12       | 0      | 0           | 0          |
| J. Olsen Solberg   | 28          | 4           | 6           | 0           | 1                  | 0                  | 0                  | 0                  |               |               |               |               | 1                     | 0                     | 0                     | 0                     | 30       | 4      | 6           | 0          |
| A. Pellegrino      | 30          | 8           | 1           | 0           | 2                  | 3                  | 0                  | 0                  |               |               |               |               | 1                     | 0                     | 0                     | 0                     | 33       | 11     | 1           | 0          |
| M. Priis Jørgensen | 18          | -26         | 0           | 0           | 0                  | -0                 | 0                  | 0                  |               |               |               |               | 0                     | -0                    | 0                     | 0                     | 18       | -26    | 0           | 0          |
| W. Sælid Sell      | 20          | 2           | 1           | 0           | 1                  | 0                  | 1                  | 0                  |               |               |               |               | 1                     | 0                     | 0                     | 0                     | 22       | 2      | 2           | 0          |
| V. Skaar Eriksen   | 1           | 0           | 0           | 0           | 1                  | 0                  | 0                  | 0                  |               |               |               |               | 0                     | 0                     | 0                     | 0                     | 2        | 0      | 0           | 0          |
| T. Sørum           | 5           | 4           | 0           | 0           | -                  | -                  | -                  | -                  |               |               |               |               | 0                     | 0                     | 0                     | 0                     | 5        | 4      | 0           | 0          |
| M. Stilson         | 11          | 1           | 1           | 0           | 1                  | 1                  | 0                  | 0                  |               |               |               |               | 1                     | 0                     | 0                     | 0                     | 13       | 2      | 1           | 0          |
| M. Sundli          | 19          | 0           | 2           | 0           | 2                  | 0                  | 0                  | 0                  |               |               |               |               | -                     | -                     | -                     | -                     | 21       | 0      | 2           | 0          |
| M. Sylling Olsen   | 12          | 0           | 1           | 0           | 0                  | 0                  | 0                  | 0                  |               |               |               |               | 1                     | 1                     | 0                     | 0                     | 13       | 1      | 1           | 0          |